# Roman Turček
Roman Turček (* 6. dubna 1967) je bývalý slovenský fotbalista.

## Fotbalová kariéra
V československé lize hrál za ZVL Žilina a Duklu Banská Bystrica. Nastoupil ve 36 ligových utkáních. Ve druhé nejvyšší soutěži hrál i za Spoje Bratislava-Podunajské Biskupice, nastoupil v 15 utkáních a dal 2 góly.

## Ligová bilance
| Ročník                                      | Zápasy | Góly | Klub                                  |
| ------------------------------------------- | ------ | ---- | ------------------------------------- |
| 1. slovenská národní fotbalová liga 1987/88 | 15     | 2    | Spoje Bratislava-Podunajské Biskupice |
| 1. československá fotbalová liga 1987/88    | 14     | 0    | ZVL Žilina                            |
| 1. československá fotbalová liga 1988/89    | 21     | 0    | Dukla Banská Bystrica                 |
| 1. československá fotbalová liga 1989/90    | 1      | 0    | Dukla Banská Bystrica                 |
| CELKEM                                      | 36     | 0    |                                       |